# Octavio Brunetti
Octavio Brunetti (* 12. Mai 1975 in Rosario, Argentinien; † 29. August 2014 in New York) war ein argentinischer Pianist, Komponist und Arrangeur. Bekannt wurde er vor allem für seine Einspielung Te amo tango mit Raúl Jaurena, für die er 2007 den Grammy Award für das beste Tango-Album gewann.

## Leben
Brunetti begann bereits in früher Kindheit mit dem Klavierspiel und wurde im klassischen Piano ausgebildet. Noch vor dem Ende seines Studiums an der Nationalen Musikhochschule in Rosario trat er in Konzerten auf und entdeckte seine Passion für den Tango, die Musik seiner Heimat. Er trat schon als junger Künstler im berühmten Teatro Colón sowie im Teatro San Martín in Buenos Aires und im Teatro del Libertador General San Martín in Córdoba, Argentinien, auf und spielte bald mit bekannten Musikern des Tangos, darunter Alberto Castillo, Eladia Blazquez, Rubén Juárez, Domingo Federico, Rodolfo Mederos, Osvaldo Piro, Horacio Salgan-De Lio und Atilio Stampone. Er trat auch in Tango-Shows und an Festivals als Solo-Pianist auf und spielte klassische Musik im Duo mit seiner Schwester Laura.
1991 gründete er das Tango Rosario Symphonic Orchestra und wurde Mitglied des Omar Torres Quintet, mit dem er seine erste Tango-Aufnahme, Inquietudes, einspielte. 1997 verließ er das Quintett und schloss sich dem Domingo Federico Tango Orchestra an, mit dem er durch Argentinien und Europa reiste und seine zweite CD, Orquesta Juvenil de Tango de la U.N.R., aufnahm. Kurz darauf gründete Brunetti sein erstes eigenes Quintett, mit dem er Original-Arrangements und -Kompositionen des traditionellen und des modernen Tangos spielte. 2002 wurde Brunetti Dirigent des Orchesters für Volksmusik der Provinz Córdoba in Córdoba.
Nach einer ausgedehnten Tour durch Europa übersiedelte Brunetti 2004 in die USA, um am Berklee College of Music zu studieren. In dieser Zeit gewann er zwei erste Preise an der New York City International Tango Competition: Bester Solo-Pianist und Bestes Duo (mit dem Saxophonisten Bernardo Monk). 2005 zog er nach New York und traf den Bandoneon-Spieler Raúl Jaurena, mit dem er die CD Te amo tango einspielte, die 2007 den Grammy Award für das beste Tango-Album gewann. Er spielte auch mit den Bandoneon-Meistern Daniel Binelli, Hector Del Curto und Tito Castro. 2005 gründete er das Octavio Brunetti Quintet, 2008 das Urban Tango Trio mit Machiko Ozawa (Violine) und Pedro Giraudo (Bass) und 2012 das Trio Los Varones del Tango mit Sergio Reyes (Violine) und Pedro Giraudo (Bass).
Brunetti hat mit vielen Meistern des Konzerts gespielt, darunter dem weltweit bekannten Cellisten Yo-Yo Ma, dem kubanischen Jazz-Saxophonisten Paquito D’Rivera und dem Violinisten Cho-Liang Lin. Er spielte an Konzertorten wie Symphony Space, Blue Note, Rose Theater (Jazz at Lincoln Center) in New York sowie im Kennedy Center (Washington, D.C.) und ist an zahlreichen Musik-Festivals in den USA, in Europa, Asien und Südamerika wie am Belleayre Music Festival (Catskill Mountains, NY), Ojai Music Festival (Ojai, CA), La Jolla Music Fest (La Jolla, San Diego, CA), New York Chamber Music Festival, Tokyo Bunka Kaikan (Japan) und Al Bustan Festival (Libanon) aufgetreten.
Im September 2013 wurde sein von der New York Philharmonic in Auftrag gegebenes Arrangement der Suite La serie del Ángel von Astor Piazzolla an der Philharmonic’s Opening Gala unter der Leitung von Alan Gilbert und gespielt von Yo-Yo Ma, uraufgeführt (aufgenommen in der CD Appassionato von Sony BMG Classical).
Zu den weiteren bekanntesten Aufnahmen Brunettis gehören der Grammy-Award-Gewinner Te amo tango mit Raúl Jaurena (Bandoneon), Urban Tango Trio mit Machiko Ozawa (Violine) und Pedro Giraudo (Bass) und die Original-Soundtrack-Aufnahmen für die Filme Tetro (Deutsche Grammophon) und Twixt von Francis Ford Coppola, beide komponiert vom argentinischen Komponisten Osvaldo Golijov.
Noch im Juli 2014 gab Brunetti mit dem Octavio Brunetti Tango Orchestra ein Konzert am Midsummer Night Swing Festival im Lincoln Center in New York.
Am 3. August 2014 wurde Octavio Brunetti wegen einer bakteriologischen Infektionskrankheit in das Mount Sinai Hospital in New York eingeliefert. Angesichts der enormen Spitalkosten rief seine Familie zu Spenden auf. In 16 Tagen wurden über 33.000 USD gespendet. Die Ärzte fanden den Krankheitsherd jedoch nicht, und Brunetti starb an der Infektion.

## Aufnahmen
- Inquietudes mit dem Omar Torres Quintet and Octet (Europhone, 1996)
- Orquesta Juvenil de Tango de la U.N.R. mit Domingo Federico (EMR, 1997)
- Tierra y Asfalto (Duo mit dem Gitarristen Román Carballo, 2003)
- Te amo tango mit dem Bandoneonisten Raúl Jaurena (Soundbrush Records, 2006)
- Soledad von Astor Piazzolla mit dem Cellisten Yo-Yo Ma (Sony Classical, 2007)
- Tetro von Osvaldo Golijov (Soundtrack des Films von Francis Ford Coppola, Deutsche Grammophon, 2009)
- Tango Conversations mit dem Gitarristen Adam Tully (2009)
- Oscar e Familia mit dem Saxophonisten Oscar Feldman u. a. (Sunnyside Records, 2010)
- El Violín Latino mit dem Violinisten Gregor Hübner (Peregrina Music, 2010, EAN 4012116506020)
- Tango & Obsession mit dem Violinisten Nick Danielson (CD Baby, 2010)
- Urban Tango Trio mit der Violinistin Machiko Ozawa und dem Bassisten Pedro Giraudo (Cantaloupe Music, 2010)
- Twixt von Osvaldo Golijov (Soundtrack des Films von Francis Ford Coppola, 2011)
- Adiós Nonino mit der Violinistin Elmira Darvarova (Delphinum Records, 2011)
- Marioneta mit der Sängerin Noelia Moncada (MTT, 2011)
- Tango Distinto von Astor Piazzolla mit dem Posaunisten Achilles Liarmakopoulos (Naxos Records, 2011)
- Masters of Bandoneon mit Leonardo Suarez Paz’s Cuartetango String Quartet (Azica, 2012)
- Hard Tango mit dem J. P. Jofre Quintet feat. Pablo Aslan, Nick Danielson, Lev „Ljova“ Zhurbin (Round Star Entertainment, 2012)

## Auszeichnungen
- 2004: Bester Solo-Pianist der New York City International Tango Competition
- 2004: Bestes Duo der New York City International Tango Competition (mit dem Saxophonisten Bernardo Monk)
- 2007: Grammy Award: Bestes Tango-Album (Te amo tango)